# Alnus Peak
Alnus Peak är en bergstopp i Kanada.   Den ligger i provinsen Alberta, i den centrala delen av landet, 3 100 km väster om huvudstaden Ottawa. Toppen på Alnus Peak är 2 968 meter över havet, eller 491 meter över den omgivande terrängen. Bredden vid basen är 2,0 km.
Terrängen runt Alnus Peak är huvudsakligen bergig, men den allra närmaste omgivningen är kuperad.Trakten runt Alnus Peak är nära nog obefolkad, med mindre än två invånare per kvadratkilometer.. Det finns inga samhällen i närheten. 
Trakten runt Alnus Peak består i huvudsak av gräsmarker.